# Phippsburg (Maine)
Phippsburg es un pueblo ubicado en el condado de Sagadahoc en el estado estadounidense de Maine. En el Censo de 2010 tenía una población de 2.216 habitantes y una densidad poblacional de 12,02 personas por km².

## Geografía
Phippsburg se encuentra ubicado en las coordenadas 43°44′29″N 69°49′33″O / 43.74139, -69.82583. Según la Oficina del Censo de los Estados Unidos, Phippsburg tiene una superficie total de 184.41 km², de la cual 74.03 km² corresponden a tierra firme y (59.86%) 110.39 km² es agua.

## Demografía
Según el censo de 2010, había 2.216 personas residiendo en Phippsburg. La densidad de población era de 12,02 hab./km². De los 2.216 habitantes, Phippsburg estaba compuesto por el 97.47% blancos, el 0.45% eran afroamericanos, el 0.27% eran amerindios, el 0.32% eran asiáticos, el 0% eran isleños del Pacífico, el 0.14% eran de otras razas y el 1.35% pertenecían a dos o más razas. Del total de la población el 0.99% eran hispanos o latinos de cualquier raza.